# Festivalbar 1983 (compilation)
Festivalbar 1983 è una compilation di brani musicali famosi nel 1983, pubblicata nell'estate di quell'anno in concomitanza con l'edizione omonima del Festivalbar dalla Fonit Cetra. È l'unica edizione uscita su un solo disco al posto del tradizionale doppio album.
In concomitanza col ventesimo anniversario della manifestazione (1964-1983) vengono anche pubblicate altre due compilation Festivalbar Vent'anni di Juke Box Vol.1 e Festivalbar Vent'anni di Juke Box Vol.2 a cura della PolyGram su etichetta Polystar.

## Festivalbar '83
Lato A
1. Righeira - Vamos a la playa
2. Alberto Camerini - Computer capriccio
3. Heaven 17 - Temptation
4. Umberto Tozzi - Nell'aria c'è
5. Imagination - Looking at Midnight
6. Ivan Graziani - Navi
7. F.R. David - I Need You
8. Garbo - Generazione

Lato B
1. Vasco Rossi - Bollicine
2. Scialpi - Rocking Rolling
3. Orchestral Manoeuvres in the Dark - Telegraph
4. Gianni Bella - Nuova gente
5. Ivan Cattaneo - Io ho in mente te
6. Hotline & PJ Power & Steve Kekana - Feel So Strong
7. Vivien Vee - Higher
8. Gepy and Gepy - Serenata per una notte blu

## Festivalbar Ventanni di Juke Box Volume 1

### Disco 1
Lato A
1. Quelli - Una Bambolina Che Fa No No No
2. Bobby Solo - Credi A Me
3. Petula Clark - Ciao Ciao
4. Les Surfs - E Adesso Te Ne Puoi Andar
5. Caterina Caselli - Perdono
6. I Dik Dik - Sognando California
7. Little Tony - Riderà
8. Rocky Roberts - Stasera Mi Butto

Lato B
1. Equipe 84 - 29 Settembre
2. I Ribelli - Pugni Chiusi
3. The New Vaudeville Band - Winchester Cathedral
4. Al Bano - Nel Sole
5. Adamo - Affida Una Lacrima Al Vento
6. Tom Jones - Delilah
7. Aphrodite's Child - Rain And Tears
8. 1910 Fruitgum Co. - Simon Says

### Disco 2
Lato A
1. Lucio Battisti - Acqua Azzurra, Acqua Chiara
2. Camaleonti - Viso D'Angelo
3. Aphrodite's Child - I Want To Love
4. Romina Power - Acqua Di Mare
5. I Dik Dik - Il Primo Giorno Di Primavera
6. Patty Pravo - Il Paradiso
7. Michel Delpech - L'Isola Di Wight
8. Orietta Berti - Finché La Barca Va

Lato B
1. Lucio Battisti - Fiori Rosa, Fiori Di Pesco
2. Aphrodite's Child - It's Five O 'Clock
3. Rare Bird - Sympathy
4. Formula 3 - Questo Folle Sentimento
5. Waldo De Los Rios - Sinfonia N40 K550 1° Mov.
6. Demis Roussos - We Shall Dance
7. I Nuovi Angeli - Donna Felicità
8. Fausto Leali - America

## Festivalbar Ventanni di Juke Box Volume 2

### Disco 1
Lato A
1. Adriano Pappalardo - È Ancora Giorno
2. Gens - Per Chi
3. Mia Martini - Piccolo Uomo
4. Demis Roussos - Forever And Ever
5. Marcella - Io Domani
6. Elton John - Daniel
7. Bee Gees - Saw A New Morning

Lato B
1. Claudio Baglioni - E Tu...
2. Suzi Quatro - 48 Crash
3. Drupi - Piccola E Fragile
4. Barry White - You're The First, The Last, My Everything
5. Umberto Balsamo - Bugiardi Noi
6. Gloria Gaynor - Reach Out, I'll Be There
7. Morris Albert - Feelings

### Disco 2
Lato A
1. Gianni Bella - Non Si Può Morire Dentro
2. John Miles - Music
3. Donna Summer - I Feel Love
4. Santana - Europa (Earth's Cry Heaven's Smile)
5. Umberto Tozzi - Ti Amo
6. Matia Bazar - Solo Tu
7. Alunni del Sole - 'A Canzuncella

Lato B
1. Kate Bush - Wuthering Heights
2. Alan Sorrenti - Tu Sei L'unica Donna Per Me
3. Angelo Branduardi - Cogli La Prima Mela
4. Loredana Bertè - E La Luna Bussò
5. Rettore - Splendido Splendente
6. Alberto Fortis - Settembre
7. Trio - Da Da Da I Don't Love You You Don't Love Me Aha Aha Aha

## Classifiche

### Festivalbar '83
| Classifica (1983)                     | Posizione |
| ------------------------------------- | --------- |
| Classifica degli album italiana       | 4         |
| Classifica di fine anno italiana 1983 | 26        |